# خفاش‌های میوه‌خوار کاهی‌رنگ
خفاش‌های میوه‌خوار کاهی‌رنگ (نام علمی: Eidolon) نام یک سرده از تیره خفاش میوه‌خوار است.

## گونه ها
- خفاش میوه ماداگاسکار, Eidolon dupreanum
- Straw-coloured fruit bat, Eidolon helvum